# L'Après-midi de monsieur Andesmas
L'Après-midi de monsieur Andesmas est un récit de Marguerite Duras paru le 23 janvier 1962 aux éditions Gallimard et ayant obtenu la même année le prix de la Tribune de Paris.

## Historique
Marguerite Duras affirme être partie de la vision d'une villa isolée dans la forêt, avec vue sur la mer, aperçue entre Saint-Tropez et Gassin pour écrire cette histoire.

## Adaptation
Le livre fut adapté au cinéma en 2004 par Michelle Porte.

## Éditions
- L'Après-midi de M. Andesmas, éditions Gallimard, 1962  (ISBN 2070221016).
  - livre audio, éditions Benoît Jacob, 2004.